# 颱風榕樹 (2017年)
颱風榕樹（英語：Typhoon Banyan，國際編號：1712，聯合颱風警報中心：WP142017）是第12個被命名的西北太平洋熱帶氣旋。「榕樹」（國際音標：[ˈbæn.jən]）一名由香港所提供，是華南地區常見的一種樹。
榕樹是一個遠洋風暴，在整個行進過程中都沒有對陸地造成任何影響。氣旋源自威克島東南方的一個低壓區，美國海軍研究實驗室在10日下午3時給予熱帶擾動編號90W。系統隨即迅速發展，日本氣象廳在翌日上午9時05分把系統升格為熱帶低氣壓並發佈烈風警告；聯合颱風警報中心在3小時後跟隨升格，再過6小時升為熱帶風暴；日本氣象廳在晚上8時50分也把此系統升為熱帶風暴並把其命名為榕樹。當時各部門預料榕樹會加強為熱帶風暴至強烈熱帶風暴強度，但由於榕樹移動緩慢，令其發展比預期迅速。榕樹在12日下午發展出中心密集雲團區，並增強為強烈熱帶風暴。受惠於海水炎熱、比熱容量也高，加上垂直風切變微弱和熱帶對流層上部槽強化系統東面流出的良好環境下，發展出一「針眼」並增強為颱風，中国国家气象中心更在下午5时31分把榕树升为强台风。
由於垂直風切變增強，榕樹的強度回落至薩菲爾-辛普森颶風等級下的一級強度，至14日凌晨再增強至二級程度。當日晚上榕樹移至副熱帶高壓脊西側，改為採取東北路徑，並遇上較冷的海水而轉趨海弱，風眼被填塞，中国国家气象中心在晚上8时半把榕树降为台风，聯合颱風警報中心也在16日下午5時把榕樹降為熱帶風暴，但6小時後（晚上11時）又把榕樹升為颱風。8月17日，日本氣象廳表示颱風榕樹已經轉化成溫帶低氣壓。後來，中國國家氣象中心也表示颱風榕樹已經轉化成溫帶氣旋。

## 發展過程
2017年首個颱風活躍期隨着颱風奧鹿肆虐日本後減弱消散而中止，但很快便再有熱帶氣旋形成。一個低壓區於8月10日在國際換日線西面，威克島東南方海域生成，美國海軍研究實驗室在下午3時給予熱帶擾動編號90W。該系統在初期發展迅速，對流雲帶捲入中心，聯合颱風警報中心在晚上10時對其在24小時內形成為熱帶氣旋的機會評為「低」，但很快便在6小時後，即11日凌晨4時，把上述評級跳過「中」而直接升為「高」，並同步發出熱帶氣旋形成警報；而日本氣象廳在早上9時05分把該系統升格為熱帶低氣壓時，已隨即發佈烈風警告；臺灣中央氣象局也在早上8時把該系統升格為熱帶性低氣壓。因應此系統繼續加強，深層對流進一步捲入中心，聯合颱風警報中心緊接在上午11時把此系統升級為熱帶低氣壓，給予熱帶氣旋編號14W，至下午5時更在未命名時已把榕樹升為熱帶風暴，中央氣象局則在晚上8時把該系統升為輕度颱風，日本氣象廳之後才在50分後的8時50分把此系統正式升格為熱帶風暴，並命名為榕樹，給予國際編號1712，中国国家气象中心在晚上9时16分跟随。

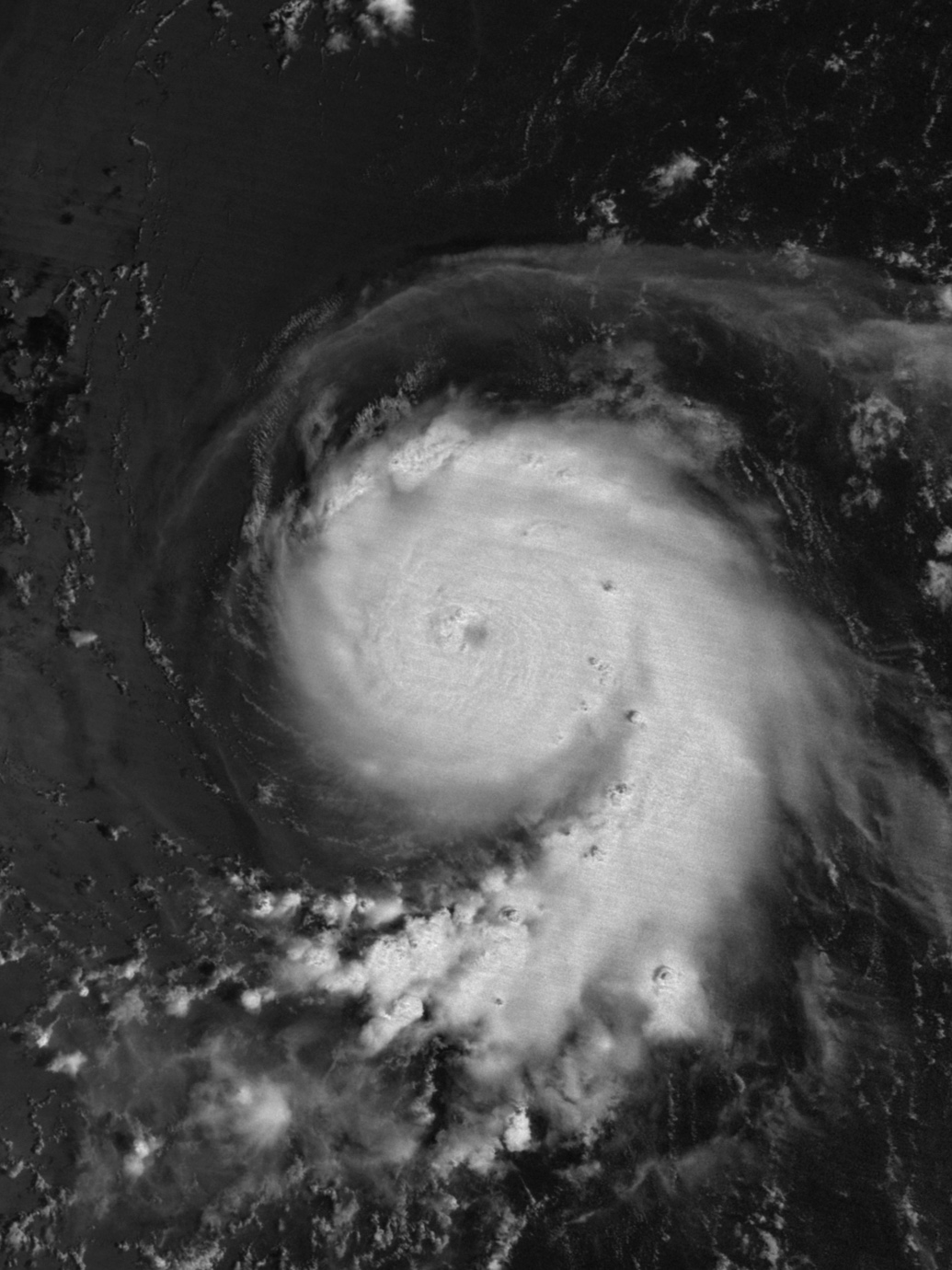
榕樹打開一個風眼。

當日副熱帶高壓脊向東南伸延，令榕樹持續採取西北偏西路徑，時速約15公里。各官方部門均預測榕樹將會成為一「轉向形」熱帶氣旋，在中緯度西風槽打擊副熱帶高壓脊下將轉向北移；但強度上便不太看好，預計只會達到熱帶風暴至強烈熱帶風暴強度，可是榕樹所在海域水溫炎熱，且到深處仍為暖水，而垂直風切變微弱，再加上有熱帶對流層上部槽強化系統東面流出的良好環境，令榕樹開始急劇增強 ，各部門均把對此系統的預測強度上調。隨着西風槽擊退副熱帶高壓脊，當日榕樹逐漸轉向西北偏北，縱使其後垂直風切變稍為增強，仍無阻其中心附近的對層對流繼續鞏固，組成中心密集雲團區，日本氣象廳和中國國家氣象中心因而接連在12日下午2時正和2時57分把榕樹升為強烈熱帶風暴。
隨着垂直風切變減弱，榕樹在13日日間打開一個「針眼」，促使日本氣象廳、中國國家氣象中心和聯合颱風警報中心分別在凌晨2時正、2時34分和5時把榕樹升為颱風，中国国家气象中心更在下午5时31分把榕树升为强台风。榕樹在正午時份達到首個強度頂峰，其後垂直風切變再度增強，令榕樹低層環流中心的北面一度外露，然而聯合颱風警報中心開始預期榕樹會達到130節的頂峰強度，即該中心的超強颱風下限，距離薩菲爾-辛普森颶風等級下的「五級颶風」只有一步之遙；而中国国家气像中心的预测路径显示，榕树会在转向时减弱为台风，至转向后再度增强成为强台风；但日本氣象廳預測榕樹不會增強為該機構的非常強颱風程度。可是隨後榕樹的赤道方向流出通道更被堵塞，風眼已不復見，聯合颱風警報中心和中國國家氣象中心皆撤回其預測。14日凌晨時份垂直風切變減弱，榕樹藉着攝氏30度的海水重新組織，極地方向流出和風眼皆有跡象重新開通。榕樹在15日下午再度達到巔峰，但其環流卻非常細小。日本氣象廳評定尼格風速超過50海浬之範圍半徑僅達60公里，30海浬之範圍半徑東面亦只有280公里，西面達170公里；中國國家氣象中心和中央氣象局評佔榕樹西面環流的七級風圏半徑達150公里，前者評定其東面環流達180公里，十級風圈半徑東部達80公里，西部達50公里；中央氣象局更評定其十級風圏只有50公里。各部門的估算均顯示榕樹的環流比較早前較弱的熱帶風暴尼格還要細小。
榕樹在當日黃昏轉趨減弱，「針眼」被填塞，變回「雲塞風眼」，雲頂溫度亦變暖，中心附近對流減弱，中国国家气象中心于是在晚上8时半把榕树降为台风，聯合颱風警報中心更在16日下午5時把榕樹降為熱帶風暴。各部門開始預料榕樹將加速向東北移動，更有可能橫過國際換日線，進入中太平洋。榕樹在晚上開始最後重新組織並再次發展出「針眼」，聯合颱風警報中心在晚上11時把榕樹又升為颱風。8月17日，日本氣象廳表示颱風榕樹已經轉化成溫帶氣旋。後來，中國國家氣象中心也表示颱風榕樹已經轉化成溫帶氣旋。
中國國家氣象中心在2018年5月1日發佈的「2017年熱帶氣旋最佳路徑數據」中，把榕樹的強度向下修訂為颱風，接近中心最高持續風速從每秒45米（每小時160公里）下調至每秒42米（每小時145公里），並把榕樹的中心氣壓上調至955百帕斯卡。

## 外部連結
| 太平洋颱風季             |
| 主題頁 - 專題 - 編輯指南 |

- （英文）颱風2000：各氣象部門對榕樹的預測路徑集合 （页面存档备份，存于）
- （英文）美國太空總署：相關資料 （页面存档备份，存于）
- （日語）日本氣象廳：數位颱風網資料（日文版 （页面存档备份，存于）、英文版 （页面存档备份，存于））、1712最佳路徑數據（日文版 （页面存档备份，存于）、英文版 （页面存档备份，存于））、2017年熱帶氣旋最佳路徑圖（日文版 （页面存档备份，存于）、英文版 （页面存档备份，存于））、2017年熱帶氣旋最佳路徑數據 （页面存档备份，存于） （页面存档备份，存于）
- （英文）美國聯合颱風警報中心：14W最佳路徑數據 （页面存档备份，存于）、最佳路徑圖 （页面存档备份，存于） （页面存档备份，存于）
- （英文）美國海軍研究實驗室：14W檔案[]
- （简体中文）中國國家氣象中心：2017年熱帶氣旋最佳路徑數據 （页面存档备份，存于）
- （繁體中文）臺灣交通部中央氣象局：颱風資料庫——中度台风榕树
- （繁體中文）香港天文台：2017年8月熱帶氣旋概述 （页面存档备份，存于）